# Gerd Harder
Gerd Harder (* 1947) war Präsident des Hamburgischen Verfassungsgerichts.
Seit 1976 im Justizdienst tätig, war er zunächst Richter am Amtsgericht. 1991 wurde er zum Richter am Hanseatischen Oberlandesgericht ernannt und 2001 Vorsitzender des 2. Strafsenats. 2003 wurde er zunächst zum Vizepräsidenten und 2007 schließlich zum Präsidenten des Hamburgischen Verfassungsgerichts gewählt. Mit Ablauf des 31. März 2012 trat er in den Ruhestand. Harder ist Mitglied der CDU.